# 3574 Rudaux
3574 Rudaux eller 1982 TQ är en asteroid i huvudbältet som upptäcktes den 13 oktober 1982 av den amerikanske astronomen Edward L.G. Bowell vid Anderson Mesa Station. Den är uppkallad efter den franske astronomen Lucien Rudaux.
Asteroiden har en diameter på ungefär 5 kilometer.